# ألبرت ريتشارد مور
ألبرت ريتشارد مور (بالألمانية: Albert Richard Mohr)‏ هو عالم موسيقى ألماني، ولد في 1911 في فرانكفورت في ألمانيا، وتوفي في 1992.